# 義風堂々!! 疾風の軍師 -黒田官兵衛-
『義風堂々!! 疾風の軍師 -黒田官兵衛-』（ぎふうどうどう かぜのぐんし くろだかんべえ）は、原哲夫・堀江信彦原作、八津弘幸脚本、山田俊明作画による日本の漫画である。『月刊コミックゼノン』（徳間書店）にて、2013年11月号から2017年2月号まで連載。
戦国時代の軍師・黒田孝高（官兵衛）の一代記。孝高の播磨時代から物語は描かれている。

## 登場人物

### 黒田家
黒田官兵衛（くろだ かんべえ）
本作の主人公。勝負の風、人の風、天下の風を読み、時代を駆け抜けた戦国時代最強の軍師。堺で信長と出会い、生き様を変える。
善助（ぜんすけ）
堺の賭場で当時は万吉と名乗っていた官兵衛と出会い、その魅力にひかれて行動を共にするようになる。後の黒田二十四騎の1人。
志織（しおり）
官兵衛の義理の妹。笑顔を絶やさず、周囲から慕われている。官兵衛に対して特別な感情を抱いている。
小寺職隆（こでら もとたか）
孝高の父。志織の養父。奔放な孝高に苦労している。
吉田六郎太夫長利（よしだ ろくろうだゆう ながとし）
後の黒田二十四騎の1人。
久野四兵衛重勝（ひさの しへえ しげかつ）
後の黒田二十四騎の1人。
益田与助正親（ますだ よすけ まさちか）
後の黒田二十四騎の1人。

### 織田家
織田信長（おだ のぶなが）
桶狭間の戦いで今川義元を破った戦国の英雄。官兵衛と堺で出会い、酒飲み勝負の後に「楽」の一文字を授ける。
柴田権六勝家（しばた ごんろく かついえ）
信長の家臣。「鬼柴田」の異名で知られる織田家最強の武将。

### 小寺家
小寺政職（こでら まさもと）
黒田家の主君。
板場八十郎（いたば はちじゅうろう）
小寺家の家老。

### 赤松家
赤松政秀（あかまつ まさひで）
播磨西部の龍野城主。

### 三好家
新開実綱（しんかい さねつな）
三好家の家臣。

## 書誌情報
- 原哲夫・堀江信彦/原作、八津弘幸/脚本、山田俊明/作画『義風堂々!! 疾風の軍師 -黒田官兵衛-』 徳間書店〈ゼノン・コミックス〉、全10巻
  1. 2013年12月20日発売、ISBN 978-4-19-980179-2
  2. 2014年4月19日発売、ISBN 978-4-19-980202-7
  3. 2014年8月20日発売、ISBN 978-4-19-980228-7
  4. 2015年1月20日発売、ISBN 978-4-19-980252-2
  5. 2015年6月20日発売、ISBN 978-4-19-980274-4
  6. 2015年10月20日発売、ISBN 978-4-19-980303-1
  7. 2016年2月20日発売、ISBN 978-4-19-980329-1
  8. 2016年6月20日発売、ISBN 978-4-19-980350-5
  9. 2016年10月20日発売、ISBN 978-4-19-980375-8
  10. 2017年2月20日発売、ISBN 978-4-19-980398-7